# Ommatius simulans
Ommatius simulans är en tvåvingeart som beskrevs av Scarbrough 2002. Ommatius simulans ingår i släktet Ommatius och familjen rovflugor. Inga underarter finns listade i Catalogue of Life.